# Chalfant Valley
Chalfant Valley (detta anche Chalfant) è un census-designated place nella Contea di Mono in California. È posta sulla Southern Pacific Railroad a 22 miglia (35 km) sud sudest di Benton ad un'altitudine di 4258 piedi pari a 1298 metri.
Chalfant Valley è una piccola comunità residenziale di 530 abitanti  posta 14 miglia (23 km) da Bishop sulla U.S. Route 6.
Il codice di avviamento postale è 93514.

## Storia
La città prende il nome da Arthur Chalfant, un editore di giornali del 1870.
L'ufficio postale operò a Chalfant dal 1913 al 1928.